# Haus der Musik (Stuttgart)
Het Haus der Musik is een museum in Stuttgart in de Duitse deelstaat Baden-Württemberg. Het toont de muziekinstrumentenverzameling van het Landesmuseum Württemberg.

## Achtergrond
Het museum is gevestigd in de laatgotische Fruchtkasten, een van de oudste, nog bestaande gebouwen van Stuttgart. De eerste vermelding van het gebouw is teruggevonden in een document uit 1393. In 1596 werd het gebouw geheel gerenoveerd. 
Voordat het een museum was, had het de functie van opslagruimte voor koren en als wijnpers. In de Tweede Wereldoorlog raakte het zwaar beschadigd, totdat het van 1954 tot 1956 in de oude staat hersteld werd. Het pand is opgenomen in de lijst van beschermd erfgoed.
De oorsprong van de collectie gaat terug naar 1901, toen de pianofabrikant Carl Anton Pfeiffer (1861-1927) zijn collectie fortepiano's en andere piano's aan het Landesmuseum schonk.

## Collectie en activiteiten

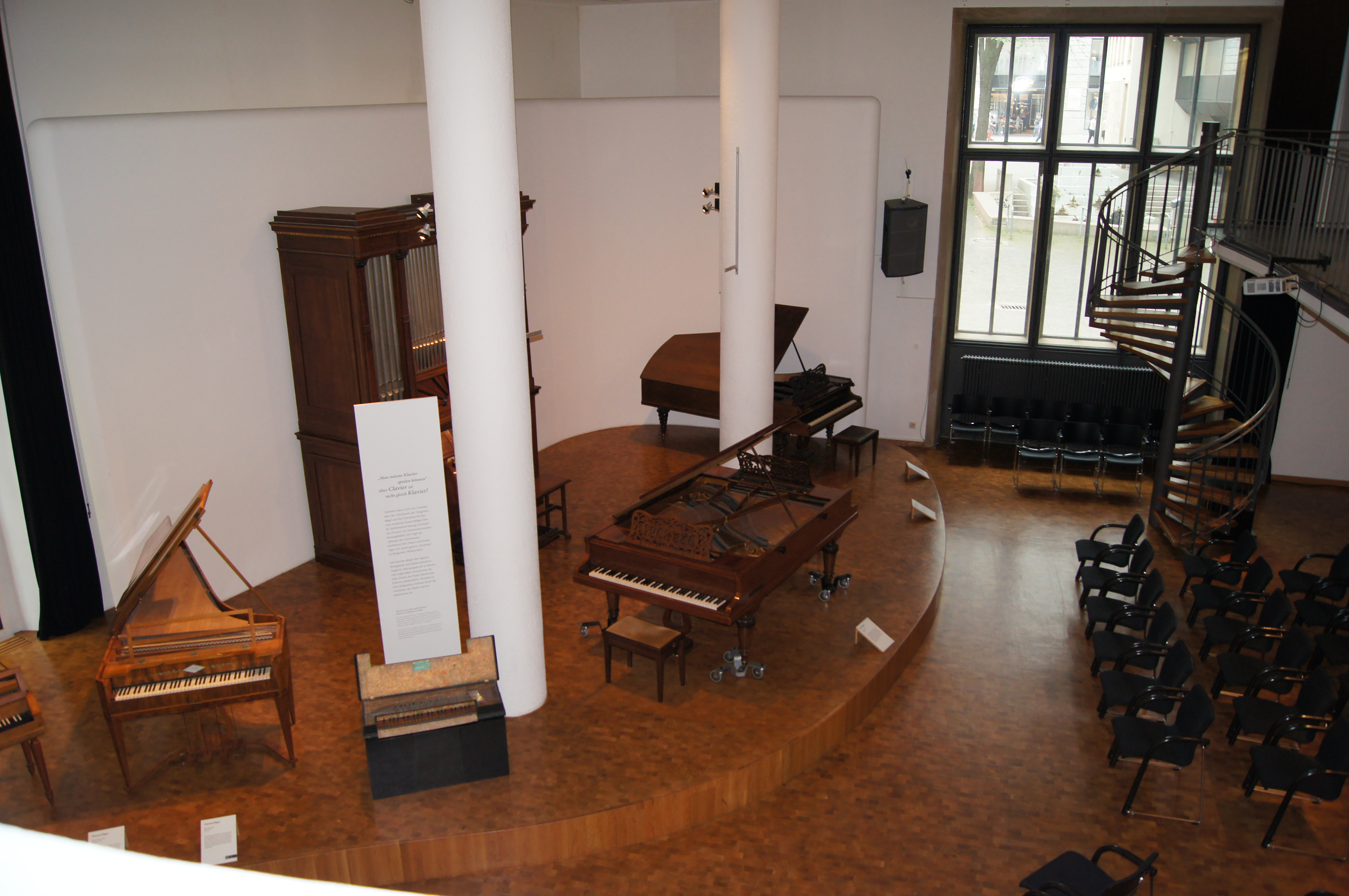
De concertzaal met de dubbele vleugel van Pleyel

Het zwaartepunt van de collectie lag aanvankelijk op toetsinstrumenten, waaraan in de jaren zeventig andere muziekinstrumenten werden toegevoegd. De collectie is verdeeld over vier verdiepingen.
Op de begane grond bevindt zich een concertzaal, waarin een selectie muziekinstrumenten staat opgesteld. Op de dubbele vleugel van Pleyel wordt elke vrijdag een concert gehouden door studenten van de muziekhogeschool.
Op de tweede, derde en vierde verdieping worden de muziekinstrumenten getoond, ingegaan op de verschillende klanken en de geschiedenis van instrumenten verteld. Sommige instrumenten worden ervaren als Duits maar kennen een buitenlandse afkomst. In de expositie Unerhört! Musikinstrumente einmal anders worden ongebruikelijke muziekinstrumenten getoond, zoals een muzikale paraplu en een Flaschophon (flesofoon), ofwel een xylofoon die bestaat uit oude wijnflessen.
In het Kuriose Klanglabor kan met verschillende instrumenten geëxperimenteerd worden, zoals op een instrument met koebellen en een percussie-instrument getiteld Beathoven. Een andere curiositeit is een kast waarin zandpatronen ontstaan door gebruik te maken van Chladni-patronen. Ook staat er een apparaat dat niet aangeraakt hoeft te worden om muziek voort te brengen. Het is gebaseerd op het principe dat de natuurkundige Léon Theremin bedacht, de uitvinder van het eerste elektronische muziekinstrument.

## Galerij

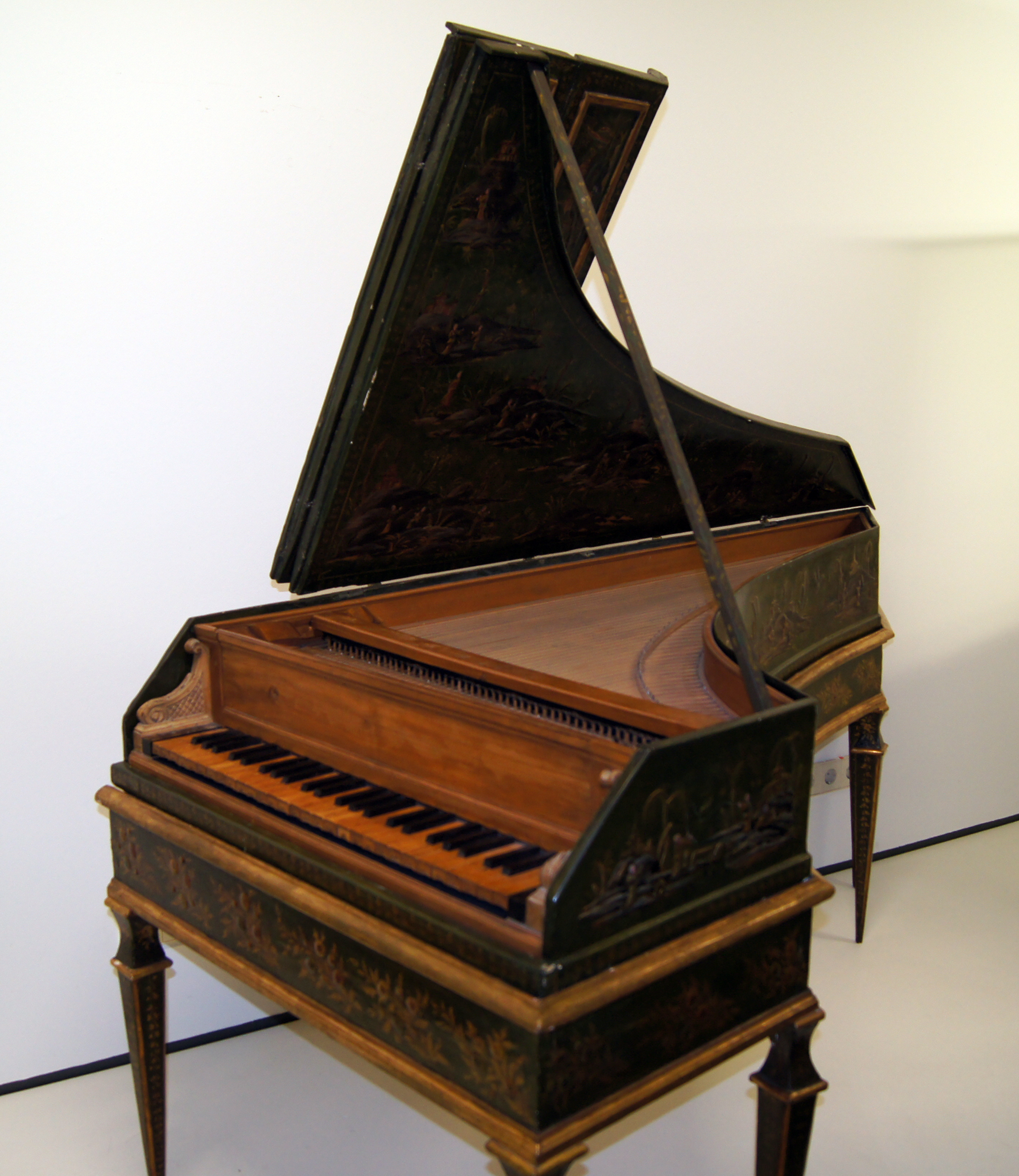
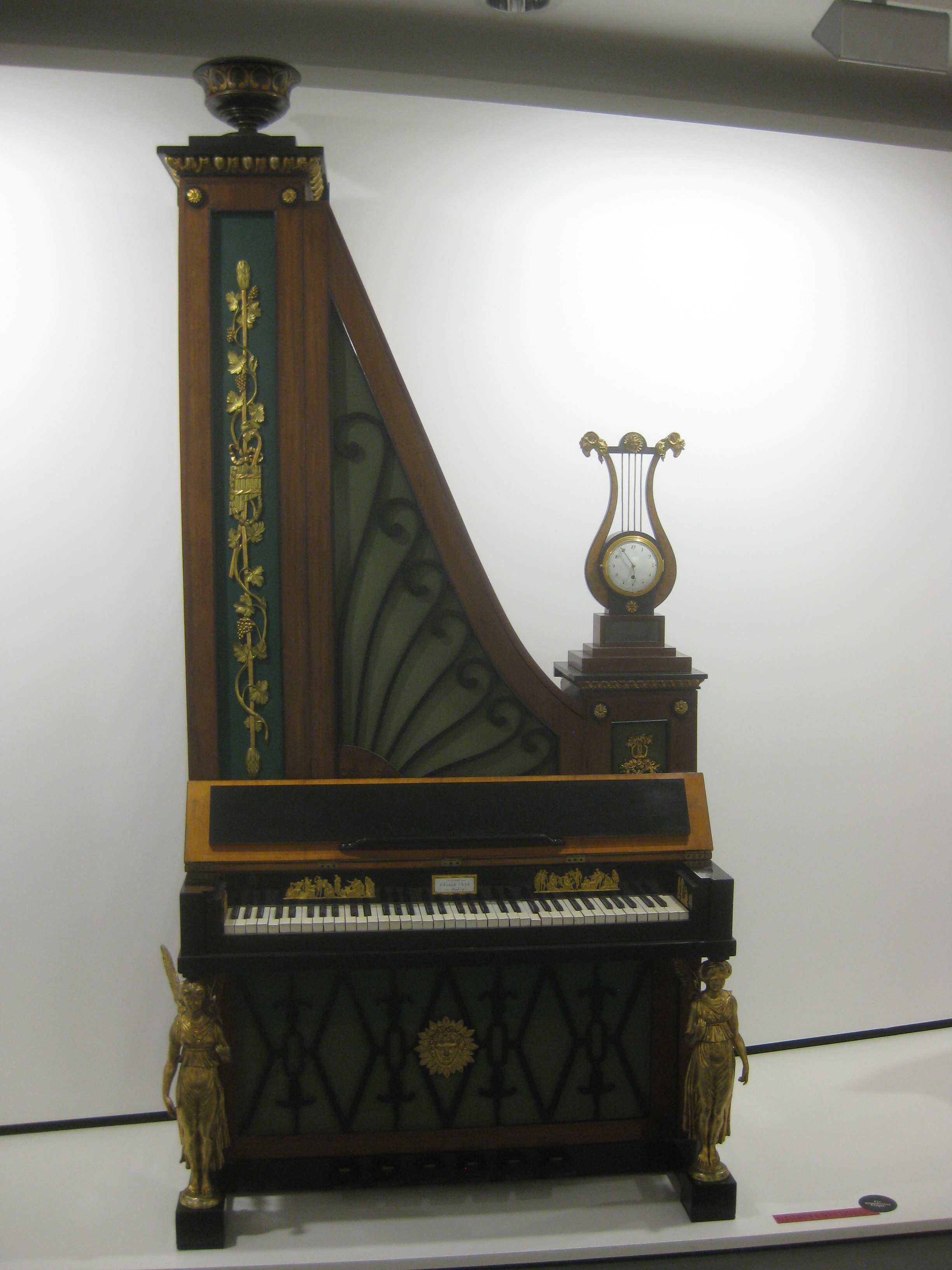
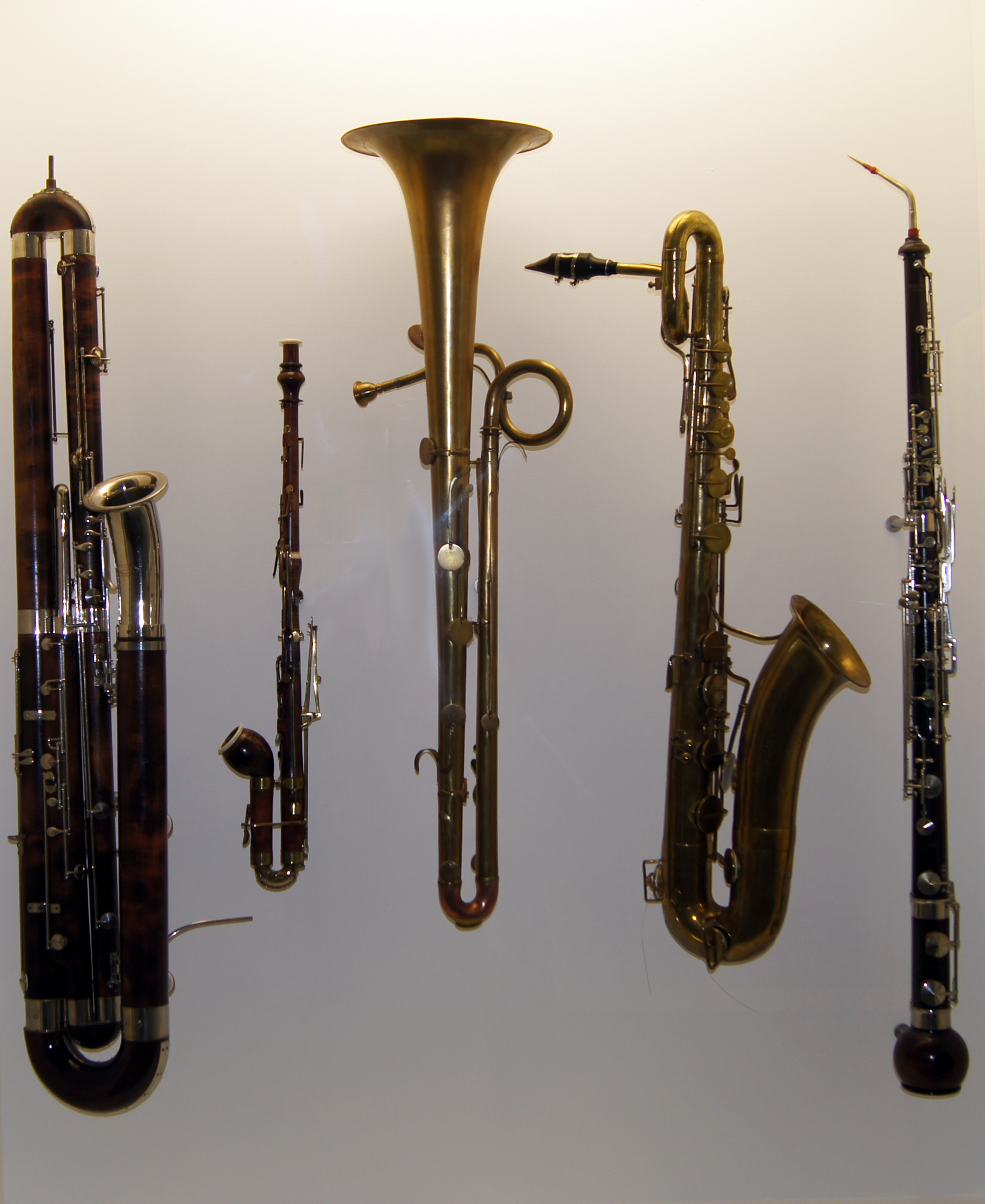
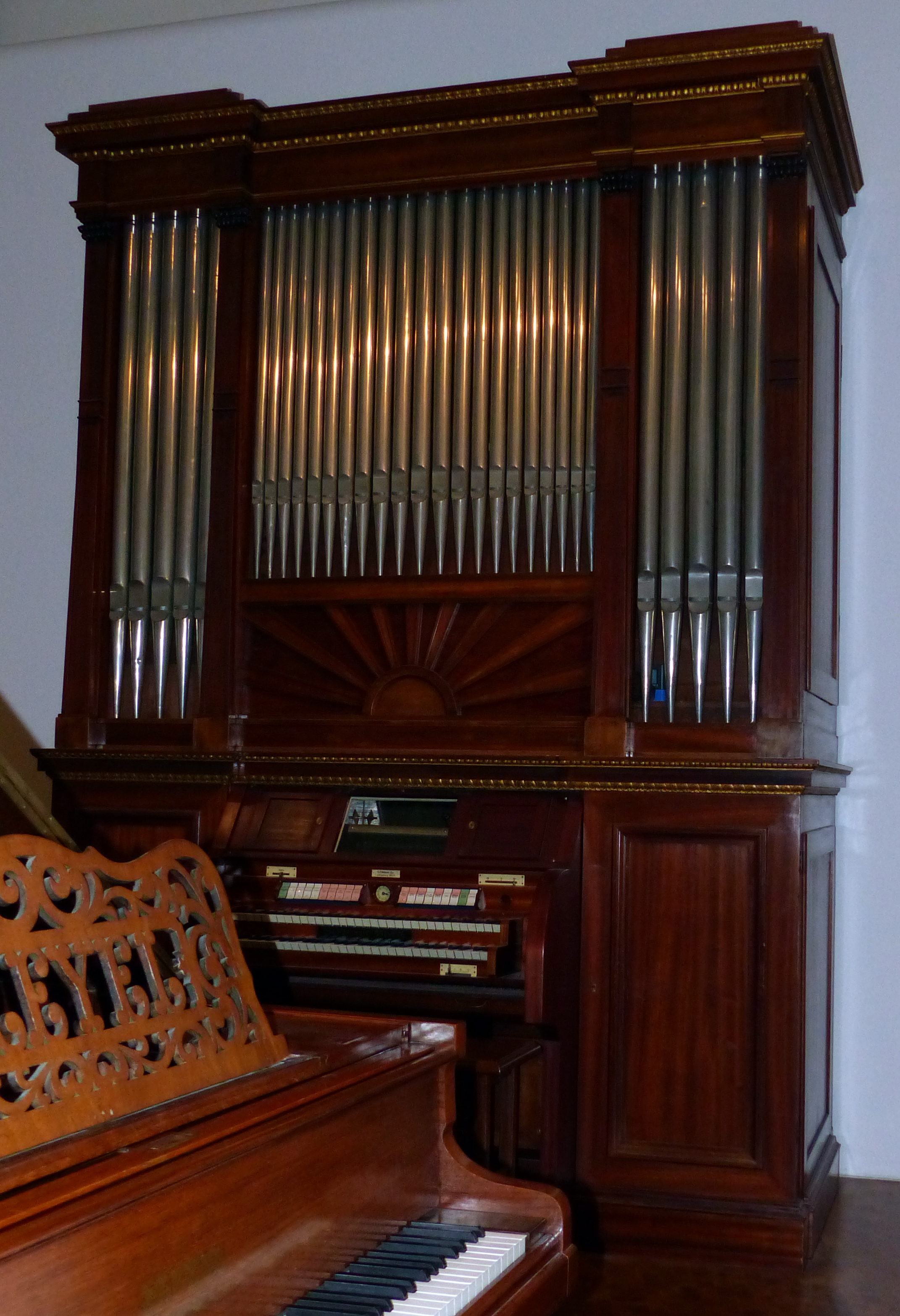
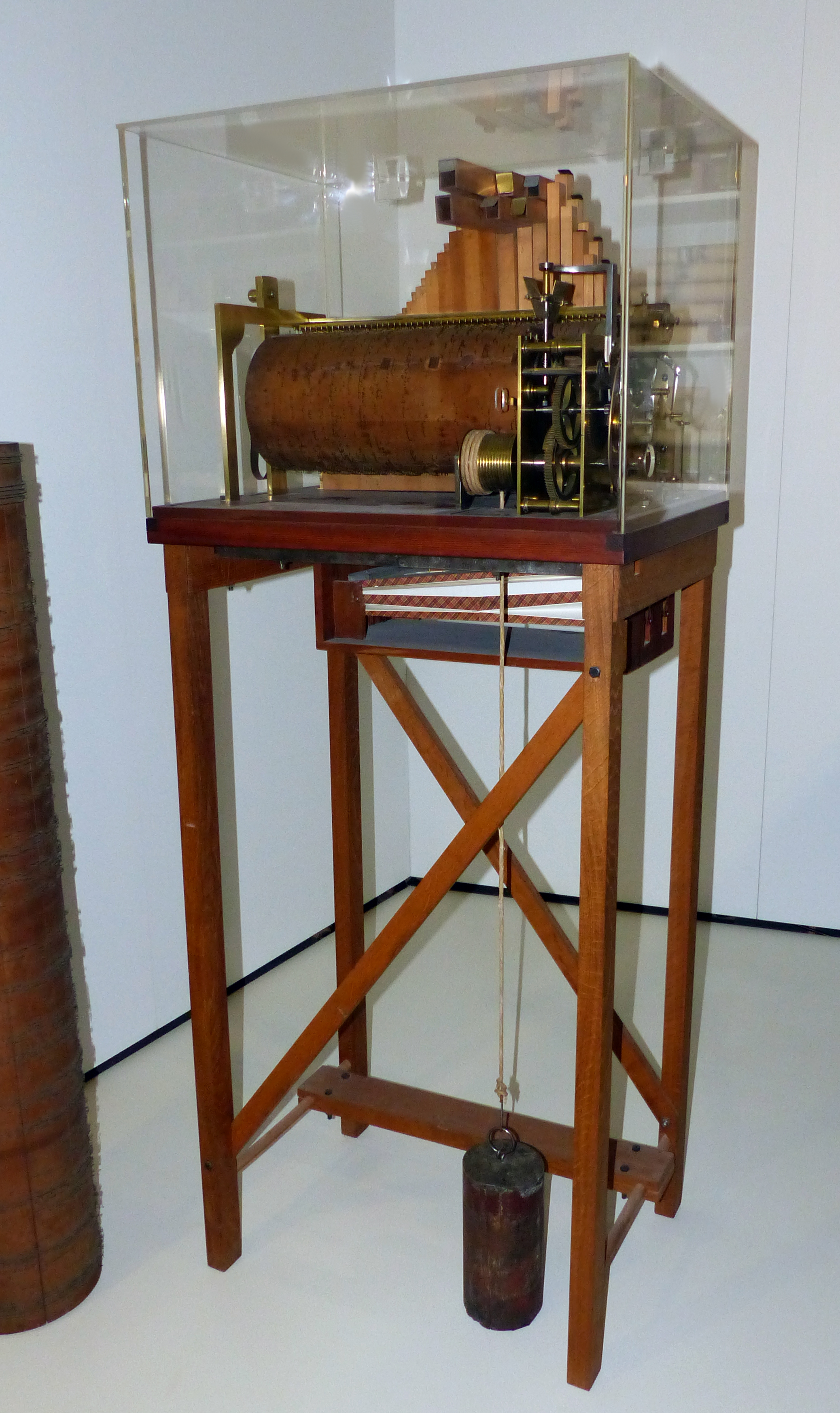
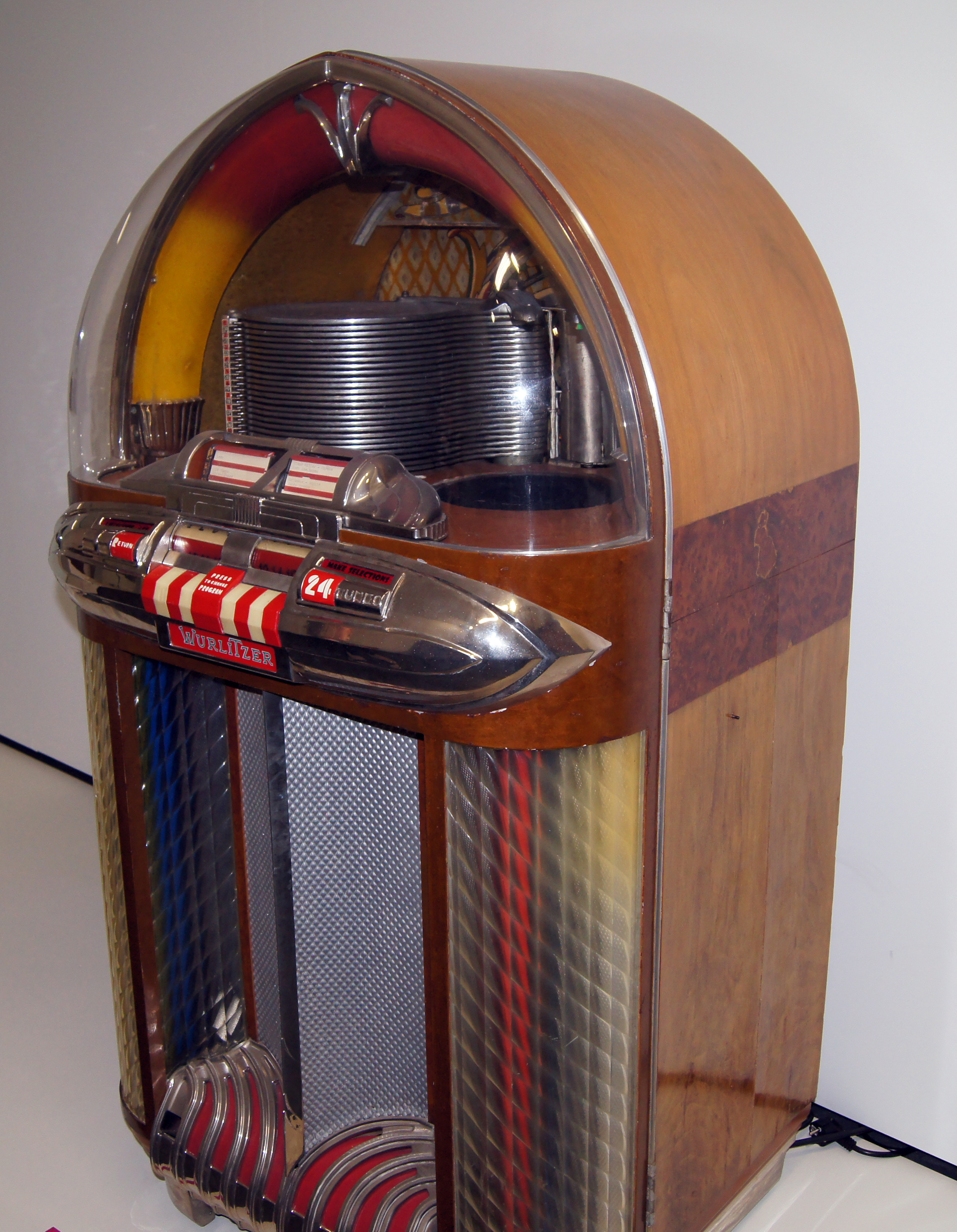
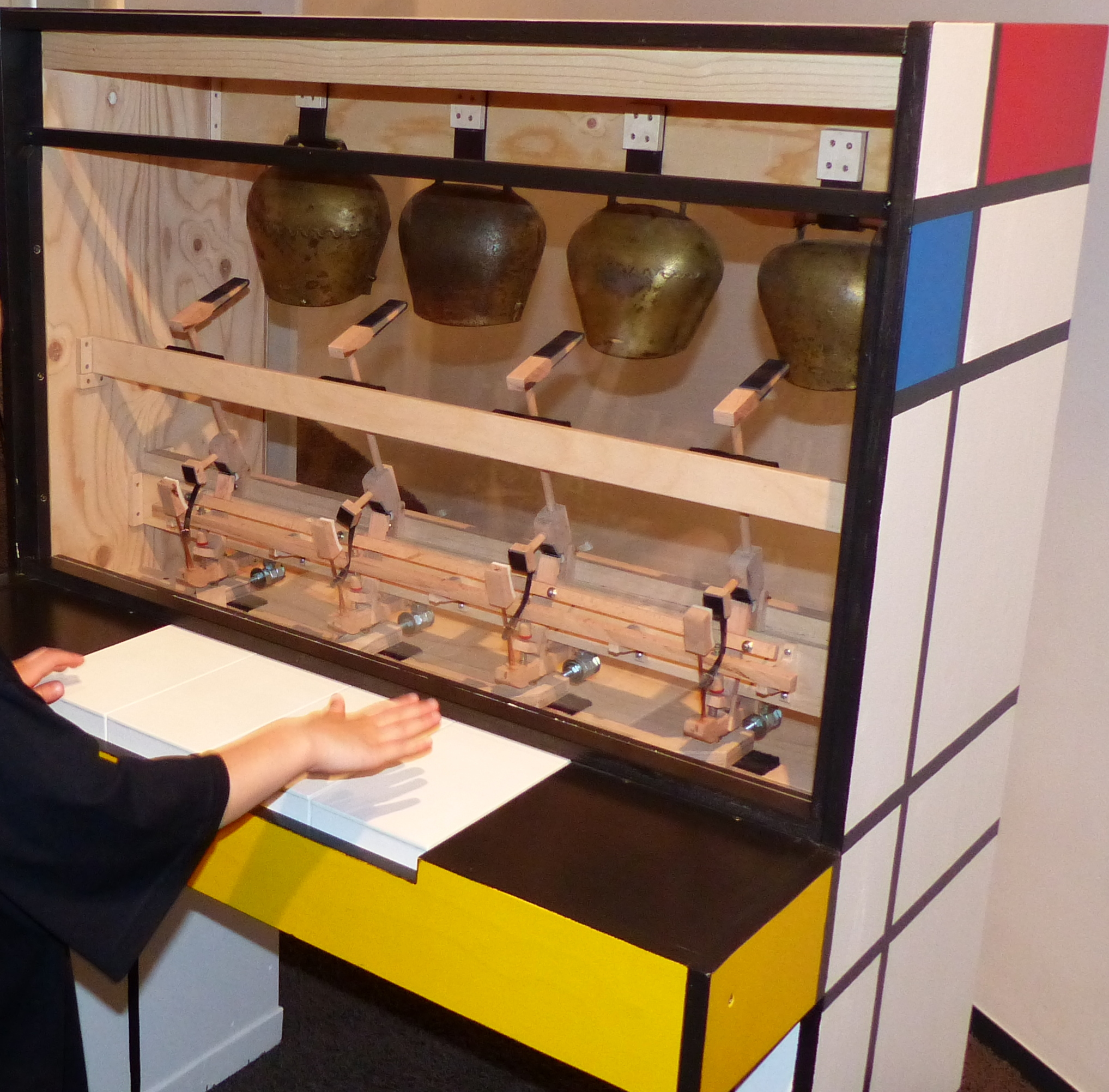